# Adrianus Johannes Simonis
Adrianus Johannes Simonis, nizozemski rimskokatoliški duhovnik, škof in kardinal, * 26. november 1931, Lisse, Nizozemska, † 2. september 2020, Sassenheim, Nizozemska.

## Življenjepis
15. junija 1957 je prejel duhovniško posvečenje.
29. decembra 1970 je bil imenovan za škofa Rotterdama in 20. marca 1971 je prejel škofovsko posvečenje.
27. junija 1983 je bil imenovan za sonadškofa Utrechta; položaj je nasledil 3. decembra istega leta.
25. maja 1985 je bil povzdignjen v kardinala in imenovan za kardinal-duhovnika S. Clemente.
18.-19. aprila 2005 je sodeloval na konklavah, na katerih je bil za papeža izvoljen kardinal Joseph Ratzinger.
14. aprila 2007 je zaradi starostne omejitve podal odstopno izjavo, ki jo je papež tudi sprejel.